# August Beer
Pour les articles homonymes, voir Beer.
August Beer, né le 31 juillet 1825 à Trèves et décédé le 18 novembre 1863, est un mathématicien, chimiste et physicien prussien.

## Biographie
Beer étudie les mathématiques et les sciences naturelles à Trèves. Il travaille ensuite pour Julius Plücker à Bonn, où il obtient son doctorat en 1848 et devient professeur en 1850.  En 1854, il publia son livre Einleitung in die höhere Optik. Ses découvertes, associées à celles de Johann Heinrich Lambert, conduisirent à la loi de Beer-Lambert.